# ×Chitalpa tashkentensis
×Chitalpa tashkentensis ist die einzige Art der Nothogattung ×Chitalpa. Es handelt sich um eine gärtnerische Kreuzung. Der Großstrauch verbindet die dekorativen Eigenschaften und die lange Blütezeit von Chilopsis linearis mit der Widerstandsfähigkeit von Catalpa bignonioides. ×Chitalpa tashkentensis hat einen hohen dekorativen Wert und blüht in Usbekistan von April bis zum ersten Frost. Im Botanischen Garten „F. N. Rusanov“ in Taschkent wird er „Chilokatalpa“ genannt.

## Beschreibung

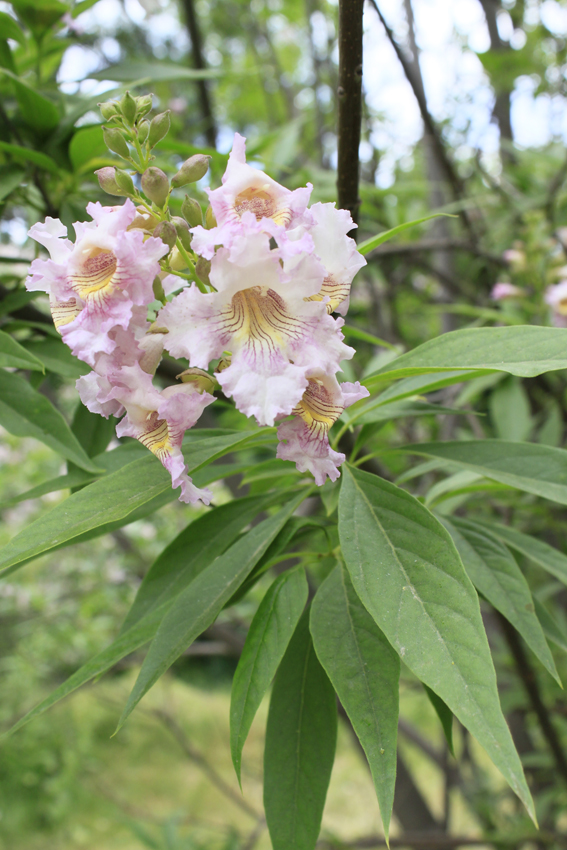
Blütenstand und Laubblätter der Sorte 'Pink Dawn'.

×Chitalpa tashkentensis ist ein Zierstrauch, der in Zentralasien Wuchshöhen von 4 bis 6 Meter und einen Durchmesser von bis zu 8 Meter erreicht. Das Gehölz kann einen oder mehrere Stämme haben. Die Borke ist dünn und graubraun. Die Krone hat eine ausladende Wuchsform. Die dunkelgrünen Laubblätter sind bei einer Länge von bis zu 22 Zentimeter und einer Breite von 4 bis 5 Zentimeter lanzettlich. Mehrere Blüten stehen in einem rispigen Blütenstand zusammen, der 12 bis 20 Zentimeter lang ist. Die Blütenkronen sind rosafarben (bei der Sorte 'Pink Dawn') oder weiß (bei der Sorte 'Morning Cloud') und zeigen im Schlund 1 Millimeter dicke purpurfarbene Längsstreifen sowie fein gesprenkelte purpurfarbene Punkte auf einem gelblichen Hintergrund.

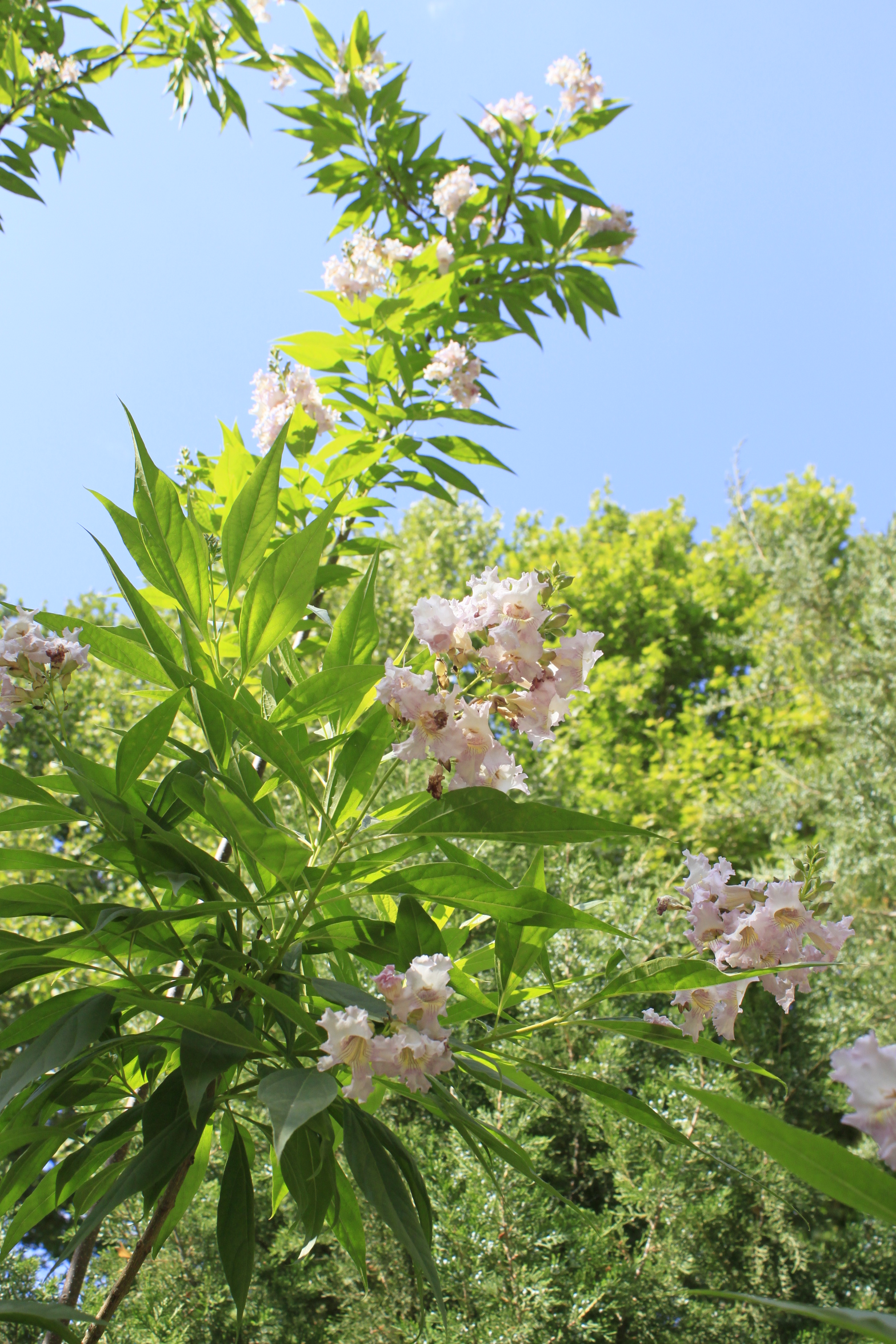
×Chitalpa tashkentensis 'Pink Dawn'.

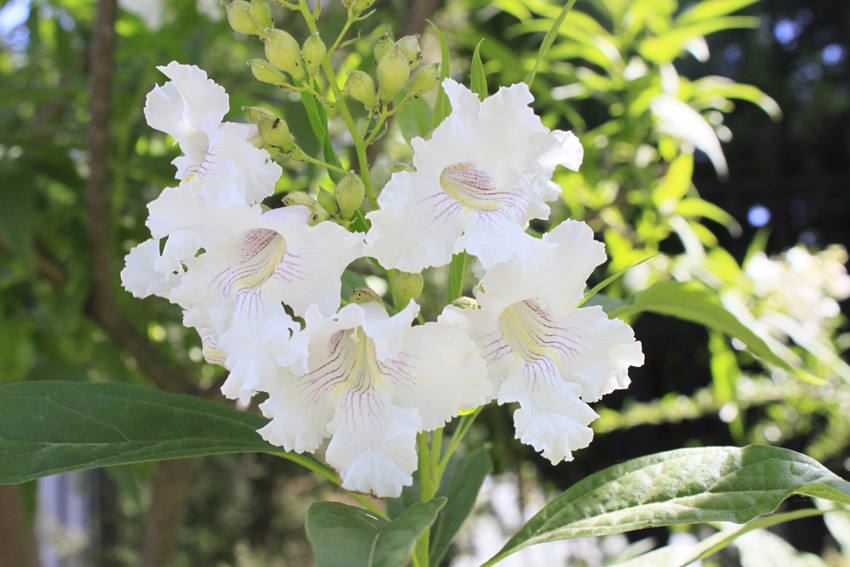
×Chitalpa tashkentensis 'Morning Cloud'.

## Botanische Geschichte
Nikolai Fjodorowitsch Rusanow, dem Sohn des Gründers des Botanischen Gartens, ist es im Jahr 1962 gelungen, Catalpa bignonioides mit Chilopsis linearis zu kreuzen. Er hat sie gegenseitig bestäubt. Es hat sich gezeigt, dass bestäubte Chilopsis linearis-Blüten ein brauchbares Ergebnis liefern. Insgesamt sind sieben Hybride entstanden. Zwei davon waren weißblütig, die anderen fünf rosablütig. Man kann davon ausgehen, dass aus diesen sieben alle weiteren ×Chitalpa hervorgegangen sind.

## Verwendung
×Chitalpa tashkentensis hat hervorragende dekorative Eigenschaften und eignet sich für Pflanzungen in Parkanlagen und in Gärten. Es wirkt als Solitär und in Gruppen. Dank seiner schmalen Blätter wirkt es filigran und durchscheinend.
×Chitalpa tashkentensis kann im kontinentalen Klima in den gemäßigten Zonen der Welt angepflanzt werden. Der Großstrauch liebt Sonne und ist recht anspruchslos an den Boden. In Taschkent hat er Temperaturen bis −15 °C gut überstanden. Er erholt sich recht gut nach Frostperioden und blüht wieder im Frühjahr. Für eine bessere Blüte im nächsten Frühjahr empfiehlt sich ein Rückschnitt im Herbst. Bei vegetativer Vermehrung blüht er bereits nach ein bis zwei Jahren.